# Partia Socialiste e Shqipërisë
Die Partia Socialiste e Shqipërisë, albanisch für Sozialistische Partei Albaniens (Akronym: PSSh, oder kurz auch Partia Socialiste – Akronym PS genannt), ist eine der beiden großen Parteien, die das politische System Albaniens prägen. Parteivorsitzender ist seit Oktober 2005 Edi Rama.
Sie ist die Nachfolgeorganisation der Partei der Arbeit Albaniens, der marxistisch-leninistischen Partei, welche das Land von 1944 bis zum Sturz des kommunistischen Systems 1990 beherrschte. Im 2017 gewählten Parlament stellt die Partia Socialiste 74 der 140 Abgeordneten und somit die absolute Mehrheit.
Die PS ist Vollmitglied der Sozialistischen Internationale und assoziiert mit der Sozialdemokratischen Partei Europas.

## Inhaltliches Profil

### Statut
Die Partia Socialiste ist eine politische Partei der linken Mitte und bezeichnet sich als sozialdemokratisch. Freiheit, gesellschaftliche Gerechtigkeit, Chancengleichheit und Solidarität sind laut ihrem Statut grundlegende Bestandteile der Parteipolitik. Die PS unterstützt zudem den Aufbau eines rechtsstaatlichen, demokratischen und sozialen Albaniens.

### Parteiprogramm 2013–2017
Anlässlich ihres Parteitags am 5. November 2011 beschlossen die Delegierten der PS ihr zukünftiges Parteiprogramm, auf das die Partei ihre weitere Politik im Land aufbauen will. Mit dem Titel Për Një Rilindje Shqiptare (Für eine albanische Wiedergeburt) setzt sich das Programm aus vier Teilen zusammen, die weiter noch in Kapitel unterteilt sind: 1. Rimëkëmbje e Ekonomisë (Erholung der Wirtschaft), 2. Ripërtëritje e Shoqërisë (Erneuerung der Gesellschaft), 3. Rivendosje e Demokracisë (Wiederherstellung der Demokratie) und 4. Ribashkim me Europën (Wiedervereinigung mit Europa).

## Organisationsstruktur

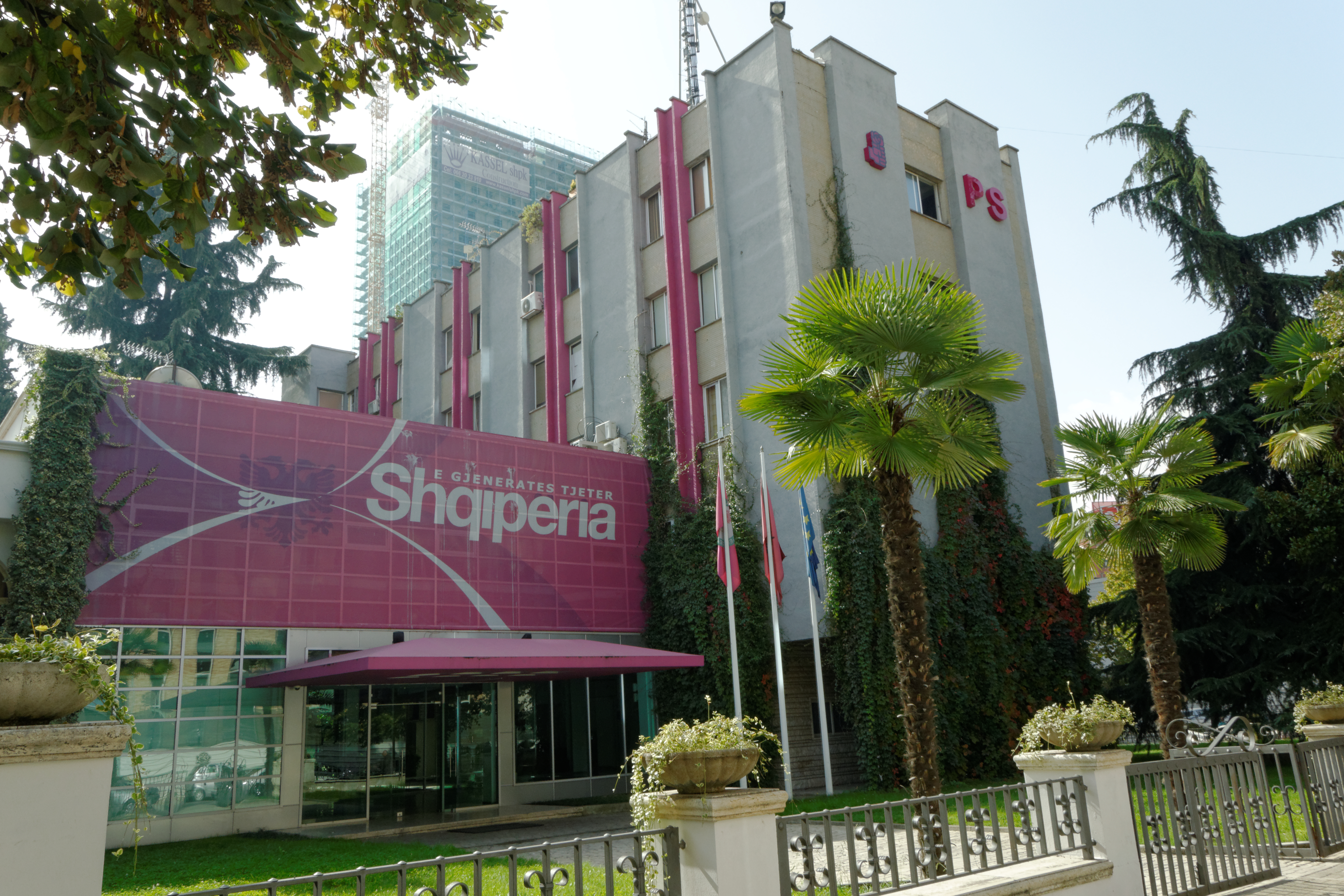
Hauptsitz der Partei in Tirana

### Parteivorstand
Der Vorstand (albanisch Kryesia) kommt mindestens einmal im Monat zusammen und ist ein wichtiges Parteiorgan. Er setzt sich aus den folgenden 16 Mitgliedern zusammen:
| - Arben Isaraj - Arta Dade - Ben Blushi - Besnik Baraj - Eglantina Gjermeni - Erion Braçe - Fatmir Xhafaj - Gramoz Ruçi | - Lindita Nikolla - Mimi Kodheli - Namik Dokle - Niko Peleshi - Pandeli Majko - Saimir Tahiri - Valentina Leskaj - Vangjush Dako |

### Parteisekretariat
Das Parteisekretariat ist für verschiedene Bereiche der PS zuständig. Ihm gehören acht Sekretäre an, von welchen einigen bestimmte Ressorts zugeteilt sind:
| - Arben Ahmetaj – Unternehmen und Interessensgruppen - Armando Subashi - Bashkim Fino – Lokalregierung - Blendi Klosi | - Damian Gjiknuri – Wahlangelegenheiten - Erjon Veliaj – Jugend und Auswanderung - Ilir Beqaj – Parteiprogramm - Ndre Legisi – Organisation |

### Nahestehende Organisationen
Das Eurosozialistische Jugendforum Albaniens und das Forum der Sozialistischen Frau Albaniens sind seit November 2011 eigene politische Organisationen und somit nicht mehr Teil der Partei, jedoch sind sie mit ihr assoziiert und konvergiert.

## Geschichte

### Gründung
Die Partia Socialiste ist die direkte Nachfolgerin der Partei der Arbeit Albaniens (PdAA), die seit dem Zweiten Weltkrieg jahrzehntelang unter ihrem Parteichef Enver Hoxha diktatorisch das Land beherrschte. Während ihres X. Parteikongresses zwischen dem 11. und 13. Juni 1991 benannte sich die Partei um und bekannte sich zur Sozialdemokratie sowie zu pluralistischen Wahlen. Seitdem prägt sie als eine der beiden großen Parteien des Landes den politischen Alltag.

### Regierungsbildungen und parteiinterne Zwisten
Nach dem Sturz des kommunistischen Staatssystems war die neue Partei 1991/92 nach den Parlamentswahlen 1991 in der Regierung. Danach in der Opposition, kehrte sie 1997 in der Regierung der nationalen Versöhnung wieder zurück. Von 1997 bis zum Sommer 2005 wechselten sich mehrere sozialistische Regierungen ab – aufgrund parteiinterner Konflikte bildeten sich immer wieder neue Mehrheiten zwischen Reformern und den alten Kräften. Prägende Figuren waren der frühere Parteichef Fatos Nano und sein Nachfolger Edi Rama, Staatspräsident Rexhep Meidani (1997–2002) und die Ministerpräsidenten Bashkim Fino (1997), Pandeli Majko (1998–99, 2002) und Ilir Meta (1999–2002).
Wegen parteiinternen Streitigkeiten kam es immer wieder zu Abspaltungen. Zuletzt trat 2004 Ilir Meta aus der Partei aus und gründete die Sozialistische Bewegung für Integration, die seit 2013 wieder mit der PS zusammenarbeitet und das Kabinett Rama bildet.

### In der Opposition
2005 fand ein Regierungswechsel statt: Die Sozialisten unterlagen den Demokraten bei den Parlamentswahlen. Von nun an wurde die Regierung von der Demokratischen Partei und ihren Verbündeten (ab 2005 Albanische Republikanische Partei und ab 2009 auch Sozialistische Bewegung für Integration) geführt. Währenddessen wurde Edi Rama zum neuen Vorsitzenden der Sozialistischen Partei gewählt und löste damit Fatos Nano ab.
2009 wurde die Regierung wiedergewählt. Die Sozialisten akzeptierten lange das Wahlresultat nicht, boykottierten das Parlament und forderten Neuwahlen. Dies führte zeitgleich zu einer politischen Krise. Einige Parteimitglieder traten im Mai 2010 für einige Tage in den Hungerstreik und am 21. Januar 2011 riefen die Sozialisten zu einer großen Demonstration in der Hauptstadt auf. Die Protestierenden gingen auf das Regierungsgebäude zu und versuchten es zu stürmen. Bei der Verteidigung des Areals durch die Garda e Republikës (Republikanische Garde) starben vier Demonstranten.
Der Parteivorsitzende Edi Rama musste bei den Kommunalwahlen 2011 eine große Niederlage einstecken: er verlor bei einer regelrechten „Stimmauszählungs-Odyssee“ seinen Bürgermeisterposten in Tirana an seinen Konkurrenten aus der Demokratischen Partei, Lulzim Basha. Die Sozialisten warfen auch bei diesen Wahlen der Regierung Wahlfälschung vor. Die Niederlage verschlechterte weiterhin die politische Krise.
Die seit dem Sommer 2009 anhaltende politische Krise im Land wurde Ende 2011 formal beendet, als sich Demokraten und Sozialisten auf eine Wahlrechtsreform einigten, die im Mai 2012 beendet wurde. Dabei wurden die albanischen Institutionen von internationalen Organisationen unterstützt.
Bei der Präsidentschaftswahl 2012 forderte die PS einen Kandidaten, der von beiden politischen Lagern unterstützt wurde, und keinen Parteikandidaten. Dies wurde von den regierenden Demokraten jedoch nicht berücksichtigt und der Kandidat der PD, Bujar Nishani, wurde schließlich vom Parlament zum Präsidenten gewählt.

### Wahlsiege 2013 und 2017
Mit dem Wahlslogan „Rilindje“, also Wiedergeburt, gingen die Sozialisten in den Wahlkampf im Frühling und Sommer 2013. Laut eigenen Angaben war das Ziel, gegen die „korrupte“ und „Rechtsstaatlichkeit zerstörende“ Regierung von Sali Berisha bei der Parlamentswahl am 23. Juni zu gewinnen und eine „Wiedergeburt des Landes“ einzuleiten. Mit den vier Stichwörtern Rimëkëmbje e Ekonomisë (Erholung der Wirtschaft), Ripërtëritje e Shoqërisë (Erneuerung der Gesellschaft), Rivendosje e Demokracisë (Wiederherstellung der Demokratie) und Ribashkim me Europën (Wiedervereinigung mit Europa) wurde während des Wahlkampfes stark die Werbetrommel gerührt, das Resultat war für die Sozialisten mehr als zufriedenstellend. Die PS holte 65 der 140 Abgeordnetensitze im Parlament, während die Demokraten 50 Sitze erreichten. Mit den Koalitionspartnern, allen voran mit der LSI, erreichte die Regierungskoalition mit 84 Sitzen eine Mehrheit im Parlament. Parteivorsitzender Edi Rama wurde Ministerpräsident und in seinem ersten Kabinett leitete die LSI fünf von 19 Ministerien. Ein Novum für Albanien war auch, dass sechs Ministerien von Frauen geleitet werden, was bisher der größte Anteil an Frauen in einem albanischen Regierungskabinett war.
Bei der Parlamentswahl 2017 erlangte die PS einen noch größeren Sieg als 2013 und konnte 48,5 % der Wählerstimmen auf sich vereinigen. Für die Legislaturperiode 2017–2021 stellte sie somit die Mehrheit im Parlament Albaniens.

## Parlament
Seit ihrer (Neu-)Gründung 1991 war die PS als eine der zwei prägenden politischen Kräften Albaniens schon immer im Parlament vertreten. Sie konnte bisher dreimal, 1997, 2001 und 2013, die Parlamentswahlen gewinnen und danach eine Regierung bilden. Bei den Wahlen 1996 waren alle Parteien Opfer von durch den Demokraten durchgeführten Wahlfälschungen. Laut diesen Resultaten hätte die PD 122 von 140 Sitze auf sich vereinigen können. 2005 verloren die Sozialisten und waren bis 2013 in der Opposition. 2009 gewannen die Sozialisten 65 der 140 Sitze und sind somit eine starke Opposition. Gegenüber 2005 konnten sie ihre Sitzanzahl um 23 erhöhen, unter anderem auch durch eine von Sozialisten und Demokraten verabschiedete Sperrklausel für kleine Parteien, die als Folge die PS und PD begünstigte. Man warf den Demokraten jedoch wieder Wahlfälschung vor, obwohl internationale Organisationen und Wahlbeobachter die Parlamentswahlen als ordnungsgemäß und fair bewerteten.
Bei der Parlamentswahl 2013 erlangte die Partia Socialiste eine relative Mehrheit im Parlament und war damit wieder mit Edi Rama als Ministerpräsidenten die führende Regierungspartei.
| Jahr | Sitze       | Veränderung |
| ---- | ----------- | ----------- |
| 1992 | 38 von 140  | ▬ 0         |
| 1996 | 10 von 140  | ▼ 28        |
| 1997 | 101 von 155 | ▲ 91        |
| 2001 | 73 von 100  | ▼ 28        |
| 2005 | 42 von 100  | ▼ 31        |
| 2009 | 65 von 140  | ▲ 23        |
| 2013 | 65 von 140  | ▬ 0         |
| 2017 | 74 von 140  | ▲ 9         |
| 2021 | 74 von 140  | ▬ 0         |

## Staatspräsident mit Parteimitgliedschaft in der PS
Der nachfolgende Politiker war als Staatspräsident Mitglied der PS.

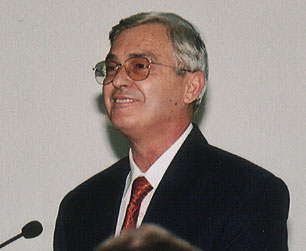
Rexhep Meidani 24. Juli 1997 bis 24. Juli 2002

## Ministerpräsidenten mit Parteimitgliedschaft in der PS
Die nachfolgenden Politiker waren als Ministerpräsident Mitglied der PS.
Bashkim Fino vom 11. März 1997 bis 24. Juli 1997
 sowie
- Fatos Nano
24. Juli 1997 bis
2. Oktober 1998 und
31. Juli 2002 bis
11. September 2005
- Pandeli Majko
2. Oktober 1998 bis
29. Oktober 1999 und
22. Februar 2002 bis
31. Juli 2002

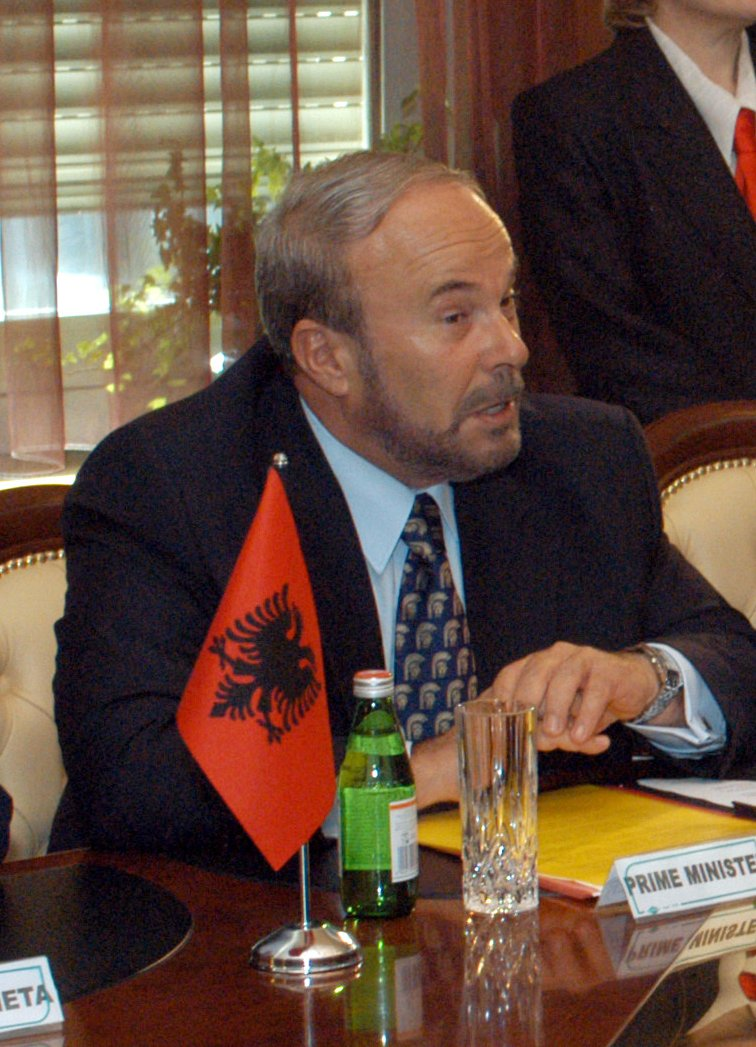
Fatos Nano 24. Juli 1997 bis 2. Oktober 1998 und 31. Juli 2002 bis 11. September 2005
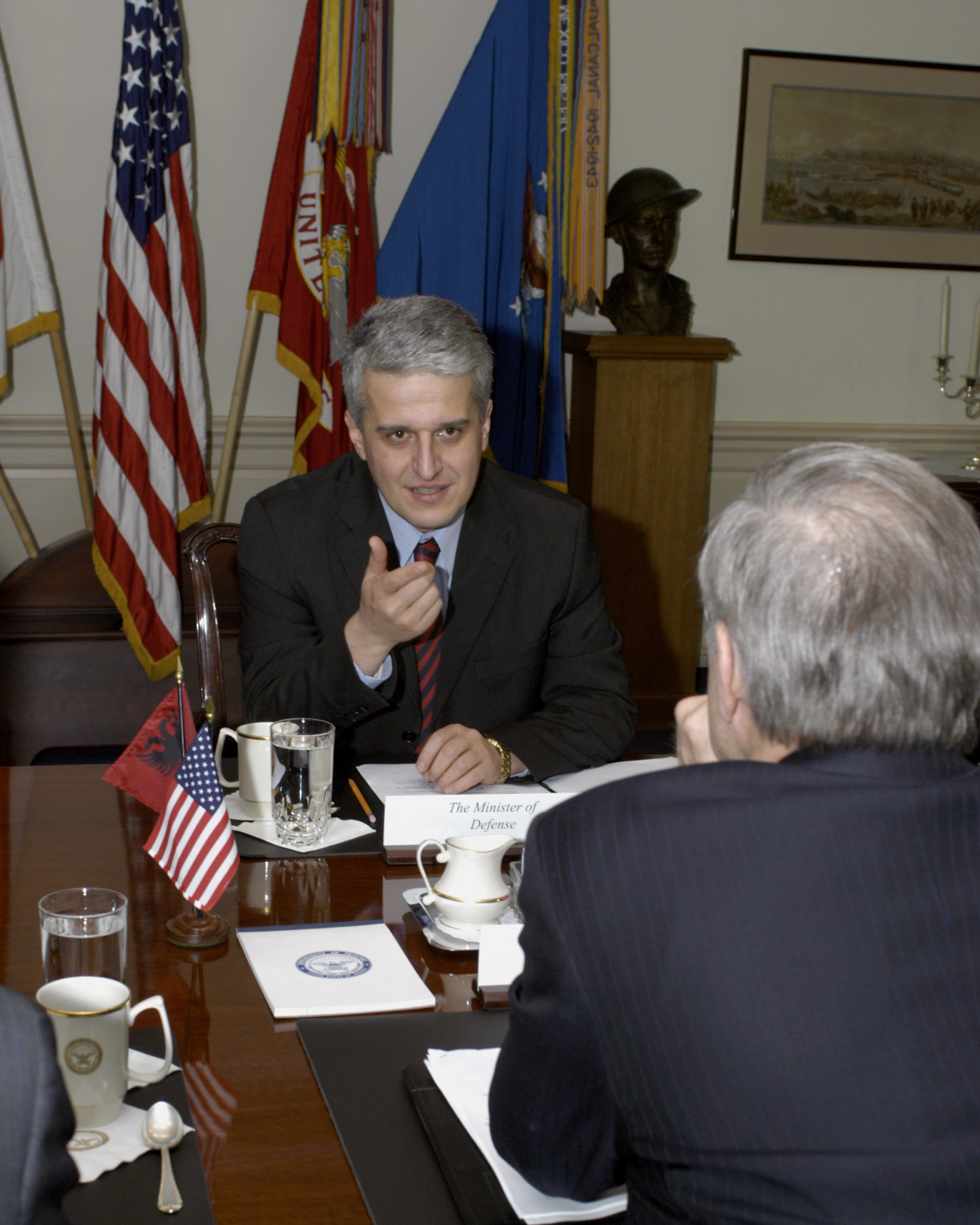
Ilir Meta 29. Oktober 1999 bis 22. Februar 2002
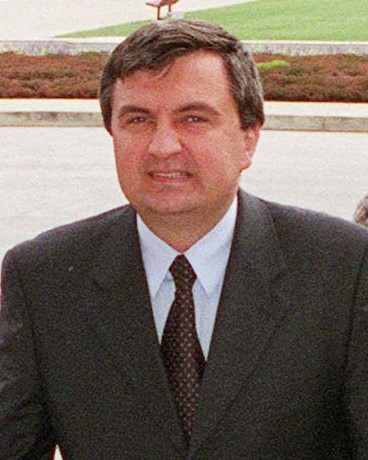
Ilir Meta 29. Oktober 1999 bis 22. Februar 2002
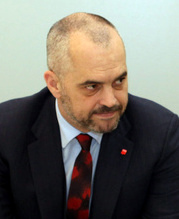
Edi Rama seit 10. September 2013

- Edi Rama
seit 10. September 2013